# Río Saona (España)
El río Saona, también llamado río Sahona o río Caude, es un río que discurre por Castilla-La Mancha, España, en concreto por la provincia de Cuenca. Pertenece a la cuenca del río Guadiana, y es uno de los principales afluentes del río Záncara. No debe ser confundido con el río Saona (en francés Saône), principal afluente del Ródano.
De caudal muy escaso, en los años con pocas precipitaciones suele estar completamente seco en casi todo su recorrido.

## Descripción
Según el Diccionario Etimológico de Julián Aydillo San Martín, el nombre de "Saona" significa "sitio de pastos". El río le debe el nombre a la Casa de Baños de Saona, que estuvo en funcionamiento hasta finales de los años 70 y que aprovechaban el manantial donde nace el río como agua medicinal. Estos baños tuvieron una gran importancia en la comarca, siendo durante décadas un lugar al que acudían personas de todos los pueblos de alrededor, sobre todo en verano, para disfrutar de un día de baño en sus piscinas. Sin embargo, a finales de los 70 y principios de los 80, debido a la disminución del nivel freático, el nacimiento de Saona comenzó a secarse en verano, con lo que la Casa de Baños se vio obligada a cerrar. Actualmente se encuentra abandonada y en ruinas.
Se trata de un río profundamente humanizado desde su mismo nacimiento (nace en una piscina), y prácticamente es un canal excavado entre cultivos. Si bien actualmente la vegetación de ribera casi ha desaparecido, antiguamente existían grandes choperas y olmedas en las márgenes del río.
Aunque en la actualidad haya pasado a ser un río casi olvidado debido a su escaso caudal y a la desecación de su nacimiento, históricamente ha tenido cierta importancia, como lo atestiguan los numerosos molinos de agua (hasta 7) que hubo en su corto recorrido.